# James Guy Barrett
James Guy Barrett (Londres, 5 de noviembre de 1930 - Londres, 21 de octubre de 2014) fue un futbolista británico que jugaba en la demarcación de delantero. Fue hijo del también futbolista James William Barrett.

## Biografía
Debutó como futbolista en 1949 con el West Ham United FC después de jugar en la cantera del club. Jugó un total de 87 partidos con el club, 85 de liga y dos de copa; y marcó 24 goles. En el mercado invernal de 1954 fichó por el Nottingham Forest FC. En 1957 consiguió ser el máximo goleador del club. Además, ganó la FA Cup con el equipo. En 1960 fichó por el Birmingham City FC, con el que llegó a la final de la Copa de Ferias de 1960, donde perdió contra el FC Barcelona. Finalmente, se retiró al acabar la temporada 1959/1960.
Falleció el 21 de octubre de 2014 a los 83 años de edad.

## Clubes
| Club                 | País       | Año         | Partidos | Goles |
| -------------------- | ---------- | ----------- | -------- | ----- |
| West Ham United FC   | Inglaterra | 1949 - 1954 | 87       | 24    |
| Nottingham Forest FC | Inglaterra | 1954 - 1959 | 105      | 64    |
| Birmingham City FC   | Inglaterra | 1959 - 1960 | 10       | 4     |

## Palmarés

### Campeonatos nacionales
| Título | Club                 | País       | Año  |
| ------ | -------------------- | ---------- | ---- |
| FA Cup | Nottingham Forest FC | Inglaterra | 1959 |